# Giulio della Chiesa
Il marchese Giulio Della Chiesa (17 marzo 1863 – Pegli, 11 aprile 1915) è stato un nobiluomo italiano. Era il fratello minore di Papa Benedetto XV, al secolo Giacomo della Chiesa.

## Biografia
Quartogenito del marchese Giuseppe e dalla marchesa Giovanna Migliorati, in gioventù prestò servizio nella Regia Marina, conseguendo il grado di Tenente di vascello . Dopo essersi congedato dal servizio, si stabilì presso l'anziana madre, accudendola fino alla sua scomparsa, avvenuta a Pegli nel 1904. Nel 1908 accompagnò il fratello Giacomo, all'epoca Arcivescovo di Bologna, in un viaggio a Torino. Trascorse i primi anni '10 vivendo oziosamente a Pegli, mentre Giacomo, nel settembre 1914, veniva nominato Papa con il nome di Benedetto XV.
L'improvvisa popolarità ottenuta dal fratello portò alcuni faccendieri, nell'autunno 1914, a proporre a Giulio di appoggiare la nascita di una banca cattolica di enormi dimensioni, e a promettergli che ne sarebbe diventato il direttore. Tali faccendieri erano il lomellinese Filippo Cavallini, ex Senatore del Regno, e Bolo Pascià, un francese, molto vicino alla Santa Sede, che proprio in quei mesi aveva ottenuto anche la facoltà di amministrare tutti i beni dell'ex Chedivè d'Egitto ʿAbbās Ḥilmī.
L'istituto di credito si sarebbe dovuto chiamare Banca Latina e avrebbe dovuto avere sedi e filiali sparse in tutta Europa.
Per portare a termine l'ambizioso progetto, nel dicembre 1914 Bolo Pascià invitò Giulio a trascorrere qualche giorno in una villa di sua proprietà nei pressi di Biarritz. Prima della partenza il nobiluomo aveva ricevuto un messaggio del fratello Pontefice con cui gli veniva chiesto espressamente di non utilizzare il suo nome per fini personali. Nonostante la ferma intenzione di rispettare la sua volontà, Giulio, una volta giunto a Biarritz, finì tuttavia al centro di un inaspettato incidente diplomatico, quando, recandosi insieme a Bolo in un ospedale per fare visita ad alcuni feriti, provocò l'indignazione della stampa tedesca, la quale iniziò ad accusare il fratello del Pontefice di parteggiare per i francesi.
Da Biarritz, Bolo e Giulio della Chiesa proseguirono ignari per Madrid, luogo questo dove avrebbero dovuto definire i dettagli della trattativa. Trattativa che però non venne mai conclusa, proprio a causa dell'incidente occorso in Francia. Nella capitale spagnola infatti non trovarono alcun appoggio. Il Nunzio Apostolico a Madrid, che era stato contattato per concludere l'affare, proprio per quanto accaduto a Biarritz li trattò con assoluta freddezza. La Santa Sede, poi, si affrettò a dichiarare che il Pontefice non aveva alcun interesse nell'affare della Banca Latina. E così l'ambizioso progetto di Bolo, Cavallini e della Chiesa andò in fumo.
Al suo ritorno Giulio si accorse subito di avere perso definitivamente la possibilità di arricchirsi attraverso la banca. Non solo: si trovò a fare i conti anche con una serie di debiti che aveva contratto per pagarsi il viaggio in Francia e Spagna. Per saldarli fu costretto a vendere addirittura alcune palazzine di sua proprietà.
Anche a causa della delusione provocata dall'affare fallito, Giulio della Chiesa si spense in solitudine qualche mese dopo, l'11 aprile 1915, ufficialmente per un'influenza degenerata in polmonite.